# Eltville am Rhein
Eltville am Rhein is een gemeente in de Duitse deelstaat Hessen, gelegen in de Rheingau-Taunus-Kreis. De stad telt 16.946 inwoners.

## Geografie
Eltville am Rhein heeft een oppervlakte van 46,77 km² en ligt in het centrum van Duitsland.

## Delen van Eltville am Rhein
- Erbach
- Hattenheim
- Kernstadt
- Martinsthal
- Rauenthal

## Bezienswaardigheden
In Eltville bevindt zich het voormalige cisterciënzerklooster Eberbach. Verder:
- Sint-Marcuskerk
- Johanneskerk

## Geboren
- Wilhelm Kreis (1873), architect
- Franz Josef Jung (1949), politicus voor de CDU (oud-minister van Defensie)
- Bernhard Schott (1748–1809), muziekuitgever.
- Andreas Scholl (1967), countertenor van barokmuziek
- Jennifer Braun (1991), zangeres

Aarbergen ·
Bad Schwalbach ·
Eltville am Rhein ·
Geisenheim ·
Heidenrod ·
Hohenstein ·
Hünstetten ·
Idstein ·
Kiedrich ·
Lorch ·
Niedernhausen ·
Oestrich-Winkel ·
Rüdesheim am Rhein ·
Schlangenbad ·
Taunusstein ·
Waldems ·
Walluf